# Grävlingpungdjur
Grävlingpungdjur (Peramelemorphia) är en ordning i underklassen pungdjur som förekommer i Australien och Nya Guinea.

## Kännetecken
Den skiljer sig från andra ordningar i samma djurgrupp därigenom, att andra och tredje tån vid bakfoten är förkrympta och förenade genom en gemensam kapsel. Fjärde tån är starkast utbildad och endast denna och vanligen även den femte fungerar vid förflyttning. På handen är första och femte fingret tillbakabildade, medan andra, tredje och fjärde fingret eller bara andra och tredje är försedda med grävklor.
De bakre lemmarna är betydligt kraftigare och längre än de främre, varför djuret har förmåga att röra sig hoppande. Nyckelben saknas eller är förkrympta. De har 10 övre och 6 undre framtänder, med undantag av släktet taggpunggrävlingar (Echymipera) som har bara 8 framtänder i övre käken. Tandformeln är I 4-5/3 C 1/1 P 3/3 M 4/4, alltså 46 till 48 tänder. Huvudet är försedd med en lång och rörlig nos samt stora öron. Den väl utvecklade pungen har en bakåtriktad öppning. De största arterna blir upp till 50 cm långa och har en 20 cm lång svans. Vikten går upp till 4,8 kg, medan de minsta arterna blir 17 till 26 cm långa (utan svans) och 140 till 180 g tunga.

## Utbredning och habitat
Förutom Australien och Nya Guinea förekommer vissa arter på andra öar av östra Indonesien.
Arterna i denna ordning är sällskapliga och gräver hålor i jorden. När de blir hotade söker de tillflykt i dessa hålor. Habitatet varierar mellan bergstrakter, sandiga ökenområden och våta regnskogar. Alla grävlingpungdjur vistas på marken. Medan några arter är specialiserade för låglandet förekommer andra bara i bergstrakter. I Australien styrs arternas utbredning även av nederbördsmängden.

## Levnadssätt
Individerna lever utanför parningstiden ensamma och reagerar aggressivt mot artfränder. Hannars och honors revir kan överlappa, men inte individernas kärnområden. Hos många arter förekommer avgränsade revir som markeras med doftämnen. De har väl utvecklad hörsel och luktsinne men synen är hos några arter mindre bra. De flesta arterna är aktiva på natten, på dagen vilar de i bon av växtdelar eller i andra gömställen som håligheter i träd eller underjordiska bon som lämnats av kaniner. Endast medlemmarna i familjen kaninpunggrävlingar gräver sina bon själv. När de blir överraskade av en fiende flyr de helt okoordinerat, ofta överlever de just därför.
Deras föda består av rötter, bär, fallfrukt, andra mjuka växtdelar och svampar, men också insekter och daggmaskar. För att nå underjordisk levande djur samt rötter gräver grävlingpungdjur många konformiga hål.

## Fortplantning
Grävlingspungdjur förökar sig snabbast av alla pungdjur. Parningstiden sträcker sig hos några arter över hela året och hos andra arter över upp till 6 månader. Vanligen varar dräktigheten bara i upp till två veckor. I motsats till flera andra pungdjur har de en primitiv moderkaka. Honornas pung är bra utvecklad och har öppningen bakåt. Nyfödda ungdjur har ofta klor för att kravla sig fram till pungen, klorna faller senare av. Honor av grävlingpungdjur har 6 till 10 spenar men vanligen föds bara 2 till 5 ungar. Det beror huvudsakligen på att honan föder nya ungar kort efter att hon slutade dia sina äldre ungar. De nyfödda ungdjuren använder sedan dessa spenar som inte var i bruk och som är av mindre storlek.
Ungarna stannar cirka 50 dagar i pungen och avvänjs ungefär 10 dagar senare. Könsmognaden infaller tidigast 90 dagar efter födelsen. Livslängden är vanligen 2 till 3 år eller något längre.

## Hot
Grävlingspungdjur drabbades mycket hårt av européernas ankomst i Australien och Sydostasien. Hotet utgörs främst av införda rovdjur som rävar och katter samt av nya konkurrenter om födan som hardjur och får. Minst tre av ordningens 21 arter är redan utdöda. För många arter saknas tillräcklig information och det befaras att fler arter är utrotade. För en del arter startades program som ska återinföra de i deras ursprungliga levnadsområde.

## Kulturell betydelse
I aboriginernas skapelsetro fanns ett stort grävlingpungdjur med namnet Karora som vilade under jorden. Djuret vaknade och födde de första människorna från sin armhåla.
Det finns inget tabu att jaga dessa djur. Ursprungsbefolkningen i Australien och Nya Guinea använder deras kött och päls.

## Systematik
Idag förekommer två familjer:
- Punggrävlingar (Peramelidae) med 18 arter som fördelas på två (eller tre) underfamiljer.
  - Peramelinae lever vanligen i torra habitat, består av två släkten.
  - Peroryctinae förekommer främst i regnskogen, består av tolv arter fördelade på fyra släkten.
- Kaninpunggrävlingar (Thylacomyidae) med en nu levande och en utdöd art.

Därutöver finns ytterligare en utdöd familj - Chaeropodidae med en enda art, svinfotad punggrävling.
Ett möjligt kladogram som visar den evolutionära utvecklingen i ordningen följer här:
```
Grävlingpungdjur (Peramelemorphia)
  |--Svinfotad punggrävling (
Chaeropus
)
  |--N.N.
     |--Kaninpunggrävlingar (
Macrotis
)
     |--Punggrävlingar (Peramelidae)
         |--Peroryctinae
         |--Peramelinae
```